# Irenej Lyonski
Sveti Irenej Lyonski, apostolski oče, cerkveni oče, škof, mučenec, nasprotnik gnosticizma, * okoli 130, Smirna, Mala Azija , † okoli 202; god 28. junij

## Življenjepis
Po poreklu je bil iz Male Azije, iz Smirne, kjer je bil učenec Polikarpa. V okviru migracij se je znašel v galskem Lugdunumu (današnjem Lyonu), kjer je po smrti škofa Potina bil izbran za njegovega naslednika. Njegovo osrednje delo nosi naslov Zoper krivoverstva (Adversus haereses) in je ohranjeno samo v latinskem prevodu. V njem je predstavil gnosticizem in markionizem z zgodovinskega in vsebinskega stališča in pokaže na njuno zgrešenost. Potem je prikazal še pravoverni nauk Cerkve, ki temelji na Svetem pismu in javnem izročilu. Proti gnostikom je zlasti poudaril človekovo telesno-duhovno strukturo. Odrešenja ne vidi v negaciji telesnega in ohranitvi duhovnega, ki bi se zlilo z božanskim počelom, kot je to pri večini gnostikov, pač pa v popolnem skladju obojega in v obdaritvi človeka z božjimi atributi slave in nerazpadljivosti.

## Irenejevo poročilo o papežih

### Irenejevo poročilo
Ko sta blažena apostola ustanovila in uredila Cerkev, sta prenesla škofovstvo na Lina za oblast nad Cerkvijo. Tega Lina omenja Pavel v pismu Timoteju. Njemu je sledil Anaklet. Za njim je na tretjem mestu prejel škofovstvo Klemen, ki je apostole še videl in imel z njimi stike. On je poslušal s svojimi ušesi njihovo oznanjevanje in učenje; sploh so takrat živeli še mnogi, ki sta jih poučila o veri apostola.
Omenjenemu Klemenu je sledil Evarist, Evaristu Aleksander; kot šesti je bil postavljen za apostoloma Sikst. Za njim je prišel Telesfor, slavni mučenec, nato Higin, nato Pij, nato Anicet. Za Anicetom je nato sledil Soter, kot dvanajsti pa je sprejel škofovstvo Elevterij. Po tej ureditvi in po tem vrstnem redu je prišlo do nas cerkveno apostolsko izročilo. Zato je popolnoma zanesljivo dokazano, da je taista oživljajoča vera, ki jo je Cerkev sprejela od apostolov, ohranjena do danes in nam izročena v resnici. 

Pomen poročila
Tako poroča sveti Irenej, rojen leta 115 n. št., potem lyonski škof, v tretji knjigi obsežnega dela Proti herezijam. Ta znameniti Irenejev Seznam papežev je bil napisan za časa vladanja cesarja Komoda. To je najstarejši dokument nesporne avtentičnosti, ki potrjuje neprekinjeno vrsto papežev od Petra do Elevterija, torej do leta 189.